# Lecythis brancoensis
Lecythis brancoensis är en tvåhjärtbladig växtart som beskrevs av Scott A. Mori. Lecythis brancoensis ingår i släktet Lecythis och familjen Lecythidaceae. IUCN kategoriserar arten globalt som sårbar. Inga underarter finns listade i Catalogue of Life.